# Fessia vvedenskyi
Fessia vvedenskyi  (лат.) — вид однодольных растений рода Fessia семейства Спаржевые (Asparagaceae). Под текущим таксономическим названием растение было описано австрийским ботаником Францем Шпетой в 1998 году.
Синонимичное название — Scilla vvedenskyi Pazij, в некоторых источниках до сих пор использующееся как основное.

## Распространение, описание
Эндемик Таджикистана. Встречается в горах западной части Памиро-Алая, на скалистых склонах на высоте 1500—3400 м.
Луковичный геофит. Следующее описание было дано для таксона Scilla vvedenskyi, в настоящее время входящего в синонимику Fessia vvedenskyi. Растение высотой 10—20 см. Луковица широкояйцевидная, диаметром 1,5 см. Листьев по 2—3 на каждом растении, 1—2 см в ширину. Соцветие кистевидное, несёт 3—10 цветков ярко-голубого цвета. Цветёт весной в течение 2—3 недель, плодоносит на следующий месяц после цветения. Предпочитает полутень.